# Thury-Harcourt (tổng)
Tổng Thury-Harcourt là một tổng thuộc tỉnh Calvados trong vùng Normandie.

## Địa lý
Tổng này được tổ chức xung quanh Thury-Harcourt ở quận Caen. Độ cao khu vực này dao động từ 16 m (Croisilles) đến 306 m (Saint-Omer) với độ cao trung bình 172 m.

## Hành chính
| Giai đoạn     | Ủy viên         | Đảng | Tư cách                   |
| ------------- | --------------- | ---- | ------------------------- |
| ? - 2001      | Jacques Gautier |      |                           |
| 2001 - actuel | Paul Chandelier | DVD  | Thị trưởng Thury-Harcourt |

## Các đơn vị trực thuộc
Tổng Thury-Harcourt gồm 26 xã với dân số 9 121 người (điều tra dân số năm 1999, dân số không tính trùng)
| Xã                  | Dân số | Mã bưu chính | Mã insee |
| ------------------- | ------ | ------------ | -------- |
| Acqueville          | 178    | 14220        | 14002    |
| Angoville           | 30     | 14220        | 14013    |
| Le Bô               | 100    | 14690        | 14080    |
| Caumont-sur-Orne    | 75     | 14220        | 14144    |
| Cauville            | 126    | 14770        | 14146    |
| Cesny-Bois-Halbout  | 632    | 14220        | 14150    |
| Clécy               | 1 252  | 14570        | 14162    |
| Combray             | 130    | 14220        | 14171    |
| Cossesseville       | 88     | 14690        | 14183    |
| Croisilles          | 404    | 14220        | 14207    |
| Culey-le-Patry      | 319    | 14220        | 14211    |
| Donnay              | 190    | 14220        | 14226    |
| Espins              | 229    | 14220        | 14248    |
| Esson               | 335    | 14220        | 14251    |
| Martainville        | 96     | 14220        | 14404    |
| Meslay              | 195    | 14220        | 14411    |
| Placy               | 125    | 14220        | 14505    |
| La Pommeraye        | 51     | 14690        | 14510    |
| Saint-Denis-de-Méré | 798    | 14110        | 14572    |
| Saint-Lambert       | 201    | 14570        | 14602    |
| Saint-Omer          | 157    | 14220        | 14635    |
| Saint-Rémy          | 1 066  | 14570        | 14656    |
| Thury-Harcourt      | 1 825  | 14220        | 14689    |
| Tournebu            | 295    | 14220        | 14703    |
| Le Vey              | 71     | 14570        | 14741    |
| La Villette         | 153    | 14570        | 14756    |

## Biến động dân số
| 1962                                                     | 1968  | 1975  | 1982  | 1990  | 1999  |
| -------------------------------------------------------- | ----- | ----- | ----- | ----- | ----- |
| 8 426                                                    | 8 167 | 8 155 | 8 478 | 8 851 | 9 121 |
| Nombre retenu à partir de 1962 : dân số không tính trùng |       |       |       |       |       |